# Elezioni generali nel Regno Unito del 1955
Le elezioni generali nel Regno Unito del 1955 si svolsero il 26 maggio, quattro anni dopo le precedenti. Ebbero come conseguenza un sostanziale aumento della maggioranza dei Partito Conservatore, che incrementò a 60 seggi la maggioranza alla Camera dei Comuni e che consolidò il proprio governo con un nuovo leader e Primo Ministro Anthony Eden, contro il Partito Laburista, che allora si trovava nel ventesimo anno di leadership di Clement Attlee.
Questa elezione generale è sempre stata descritta da molti come la più "noiosa" delle elezioni del dopoguerra, in quanto vi furono pochi cambiamenti nella nazione, con i laburisti che persero terreno dovendo lottare tra la sinistra e la destra. Ciò causò un messaggio elettorale poco chiaro da parte del Partito Laburista. Fu la quinta e ultima elezione generale tenuta sotto la guida di Clement Attlee, che all'epoca aveva 72 anni. Eden era diventato leader del Partito Conservatore solo alcune settimane prima dell'elezione, dopo il ritiro di Winston Churchill, ma da lungo tempo era considerato erede alla guida del partito. I conservatori speravano di trarre vantaggio dalla fine del razionamento e dall'euforia collettiva derivante dall'incoronazione di Elisabetta II nel 1953. Eden stesso era telegenico, anche se non aveva un grande eloquio in pubblico, e la crescita economica graduale avvantaggiò di molto il partito Tuttavia, questa fu l'ultima volta in cui i conservatori ottennero la maggioranza dei seggi in Scozia; dopo il 1959, i laburisti divennero il partito dominante nella nazione alle elezioni generali, una posizione che riuscirono a mantenere fino all'ascesa del Partito Nazionale Scozzese alle elezioni del 2015.

## Risultati
| Liste  | Liste                              | Voti       | %      | Variazione % | Seggi | Variazione seggi |
| ------ | ---------------------------------- | ---------- | ------ | ------------ | ----- | ---------------- |
|        | Partito Conservatore (Regno Unito) | 13.310.891 | 49,7%  | 1,7%         | 345   | 23               |
|        | Partito Laburista (Regno Unito)    | 12.405.254 | 46,4%  | 2,4%         | 277   | 18               |
|        | Partito Liberale (Regno Unito)     | 722.402    | 2,7%   | 0,2%         | 6     | 0                |
|        | Sinn Féin                          | 152.310    | 0,6%   | 0,5%         | 2     | 2                |
|        | Plaid Cymru                        | 45.119     | 0,2%   | 0,2%         | 0     | 0                |
|        | Indipendente (politica)            | 43.791     | 0,2    | 0,1%         | 0     | 0                |
|        | Partito Comunista di Gran Bretagna | 33.144     | 0,1%   | 0%           | 0     | 0                |
|        | Partito Laburista (Irlanda)        | 16.050     | 0,1%   | 0%           | 0     | 1                |
|        | Indipendenti laburisti             | 15.322     | 0,1%   | 0%           | 0     | 0                |
|        | Partito Nazionale Scozzese         | 12.112     | 0,1%   | 0%           | 0     | 0                |
|        | Laburisti Indipendenti             | 3.334      | 0,0%   | 0%           | 0     | 0                |
| Totale | Totale                             | 26.759.729 | 100,00 |              | 630   |                  |

| 345          | 277       | 6   | 2 |
| Conservatori | Laburisti | Lib | A |

|              |              |  |       |       |
| ------------ | ------------ |  | ----- | ----- |
| Conservatori | Conservatori |  | 49,7% | 49,7% |
| Laburisti    | Laburisti    |  | 46,4% | 46,4% |
| Liberali     | Liberali     |  | 2,7%  | 2,7%  |
| Indipendenti | Indipendenti |  | 0,2%  | 0,2%  |
| Altri        | Altri        |  | 1,0%  | 1,0%  |

|              |              |  |       |       |
| ------------ | ------------ |  | ----- | ----- |
| Conservatori | Conservatori |  | 54,8% | 54,8% |
| Laburisti    | Laburisti    |  | 44,0% | 44,0% |
| Liberali     | Liberali     |  | 1,0%  | 1,0%  |
| Sinn Féin    | Sinn Féin    |  | 0,3%  | 0,3%  |